# Арагонский крестовый поход
Арагонский Крестовый поход или Крестовый поход против Арагона — часть Войны Сицилийской вечерни, которая была объявлена папой римским Мартином IV против короля Арагона Педро III Великого в 1284 году и продолжалась до 1285 года. Вследствие предыдущих побед Педро на Сицилии Папа объявил крестовый поход против него и официально сверг его как короля, на основании того, что Сицилия была владением Папы: дедушка Педро и его тезка, Педро II отдал королевство во власть Святого Престола. Мартин подарил его Карлу, графу де Валуа, сыну французского короля, Филиппа III Смелого и племяннику Педро III.
Конфликт быстро перерос в гражданскую войну, когда брат Педро, Хайме II, присоединился к французам. Хайме также унаследовал графство Руссильон и таким образом стал господствовать над двумя государствами: Францией и Арагоном. Так как Педро был младшим сыном, он не унаследовал престол, поэтому он отыгрался на Хайме за это в крестовом походе.

Боевые действия в 1285 г.

В 1284 году первые французские войска под командованием Филиппа и Карла вторглись в Руссильон. Это были 16000 кавалеристов, 17000 лучников и 100000 пехотинцев, которые прибыли на 100 кораблях из французских портов. Хотя у них была поддержка Хайме, местное население восстало против них. Город Эльн доблестно защищал так называемый Бастард Руссильонский (фр. Bâtard de Roussillon) — Нуньо Санчес, внебрачный сын последнего графа Руссильона в 1212—1242 годах. В конце концов, он проиграл и собор был сожжён, несмотря на присутствие папского легата. Однако в то время, как все жители оказались перебиты, он остался в живых. Санчес благополучно договорился о капитуляции и сопровождал королевские войска в качестве узника.
В 1285 году Филипп III осадил Жирону. Несмотря на сильное сопротивление город был взят. Здесь Карл Валуа был провозглашён королём Арагона, но так как арагонскую корону не смогли найти, то 28 апреля кардинал Жан Шоле возложил свою кардинальскую шляпу на голову претендента. В ней Карл выглядел смешно, поэтому его грубо прозвали «шляпный король» (фр. roi du chapeau).
Французы вскоре потерпели поражение в морской битве с арагонским адмиралом Руджеро Лауриа, который в сентябре 1285 года разбил и уничтожил их флот в сражении у островов Формигес. Также лагерь французов был поражен эпидемией дизентерии. Филипп также заразился. Наследник французского трона, Филипп, открыто вёл переговоры с Педро для того, чтобы королевская семья могла свободно пересечь Пиренеи. Но в этой просьбе было отказано, и отряды Филиппа были разбиты в битве у перевала Паниссар. Король Франции умер своей смертью в Перпиньяне и был похоронен в Нарбонне. Педро прожил ненамного дольше.
По мнению историка Х. Дж. Чейтора, Арагонский крестовый поход был «самым несправедливым, ненужным и пагубным предприятием, когда-либо предпринятым монархией Капетингов». У. К. Джордан осудил позицию Филиппа в разрешении папе вмешиваться во внешнюю политику Франции. Итоги крестового похода оказались незначительны, но Майорка исчезла как независимое государство. Сын Педро, Альфонсо III, впоследствии присоединил Майорку, Ивису и Минорку. В 1295 году по договору Ананьи острова вернулись Хайме и по договору Тараскона в 1291 году Арагон официально вернулся Альфонсу, и он отменил церковные епитимьи.